# Чугунный мост (Владикавказ)

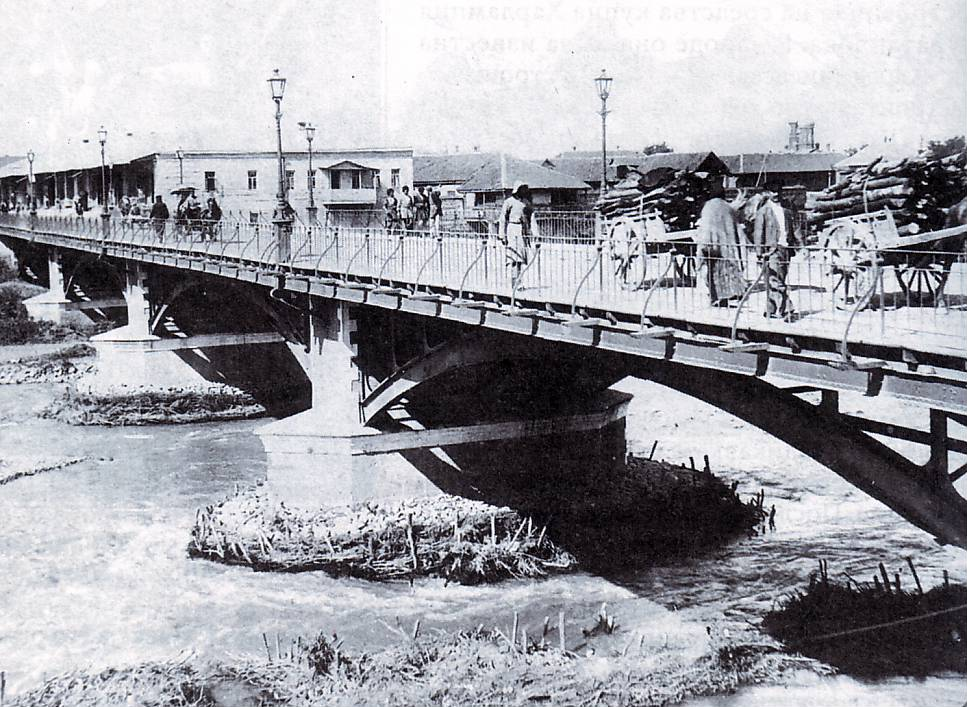
Ольгинский мост, начало XX века

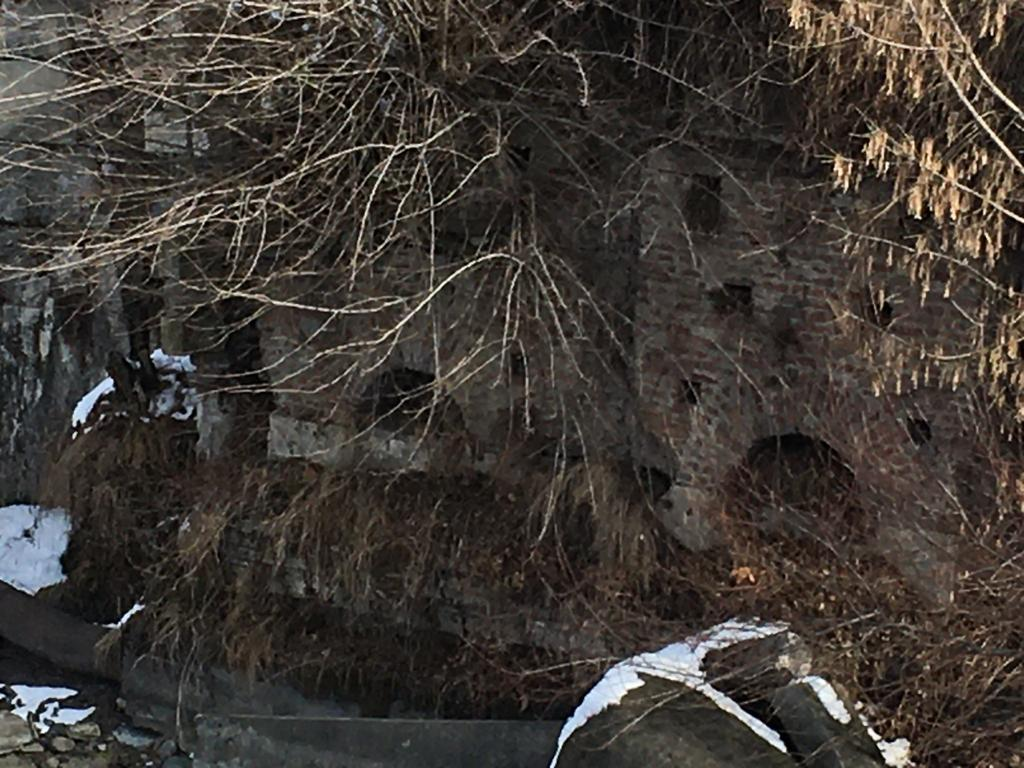
Кладка старого чугунного моста со стороны улицы Чермена Баева

Чугу́нный мост (осет. Цæнгæт хид) — мост через реку Терек в городе Владикавказ, Северная Осетия, Россия. Соединяет заречную часть города с центром. На левом берегу Терека от моста начинается улица Генерала Плиева. На правом берегу мост выходит на площадь Штыба.

## История

### Ольгинский мост
Мост из чугуна изготовлен в Англии в 1860 году по заказу городских властей. Доставлен во Владикавказ, установлен и торжественно открыт 22 ноября 1863 года. Изначально назывался «Ольгинский мост» — в честь Ольги Федоровны — супруги Великого князя Михаила Николаевича Романова, наместника Кавказа. Длина четырёхпролётного моста составляла 104 м, ширина 6,5 м.
В 1902 году во Владикавказ прибыли бельгийские и немецкие инженеры, которые приступили к постройке трамвая и укладке путей на Ольгинском мосту. Движение трамваев через мост открылось в 1904 году.
В начале 1930-х гг. с северной стороны моста был построен водозабор для нужд завода «Электроцинк».
11 июля 1955 года на заседании Исполкома Горсовета было принято решение о сносе Чугунного моста и строительстве на его месте нового, так как произведённое обследование Чугунного моста показало невозможность его реконструкции.
В 1958 году рядом с Чугунным мостом был построен новый железобетонный мост, а старый мост был разобран. Два пролёта Чугунного моста перенесли к Суннитской мечети и в 1960 году установили на месте бывшего моста Кладки. Еще два пролёта перевезли в Кобанское и в Суаргомское ущелья, где они были установлены в качестве мостов.

### Железобетонный мост
Построен в 1958 году взамен старого чугунного моста, на несколько метров южнее. Постановлением Горсовета № 527 от 20 декабря 1958 года новый мост получил название «Орджоникидзевский». Однако данное название не прижилось среди горожан и мост по прежнему называют «Чугунный». Движение трамвая по новому мосту открылось 4 декабря 1958 года. В сентябре 1990 года проведён капитальный ремонт моста. На мосту установлены фигуры барсов.
Осенью 2023 года около моста производился ремонт бывшего технического моста, расположенного рядом с Чугунным мостом. Этот мост был открыт для движения пешеходов в конце 2023 года.

## В литературе
В романе «Двенадцать стульев» возможно упоминается именно Чугунный мост:

Спозаранку концессионеры перешли мостик через Терек, обошли казармы и углубились в зелёную долину, по которой шла Военно-Грузинская дорога.— И. Ильф, Е. Петров. «Двенадцать стульев». Глава XLI